# Canton de Liorac
Le canton de Liorac est un ancien canton français du département de la Dordogne. Il faisait partie du district de Bergerac et avait pour chef-lieu Liorac (aujourd'hui Liorac-sur-Louyre).

## Histoire
Le canton de Liorac est créé en 1790 sous la Révolution en même temps que les départements. Il dépend du district de Bergerac jusqu'en 1795, date de suppression des districts.
Lorsque ce canton est supprimé par la loi du 8 pluviôse an IX (28 janvier 1801)  portant sur la « réduction du nombre de justices de paix », ses communes sont alors réparties entre les cantons de Bergerac (Lamonzie-Montastruc, Mouleydier, Queyssac, Saint-Sauveur), de Lalinde (Liorac, Pressignac, Saint-Félix, Saint-Marcel), de Montagnac (Clermont-de-Beauregard, Saint-Georges-de-Montclard, Saint-Maurice) et de Saint-Alvère (Saint-Laurent-des-Bâtons, Sainte-Foy-de-Longas), tous quatre dépendant de l'arrondissement de Bergerac.

## Composition
- Clermont[2],
- Lamonzie Montastruc[3],
- Liorac[1],
- Mouleydier[4],
- Preissignac[5],
- Le Quartier de Villebois (jusqu'à sa fusion avec Lamonzie Montastruc)[6],
- Queyssac[7],
- Saint Cybard (jusqu'à sa fusion avec Mouleydier)[8],
- Saint Félix[9],
- Saint Florent (jusqu'à sa fusion avec Clermont)[10],
- Saint Georges[11],
- Saint Laurent[12],
- Saint Marcel[13],
- Saint Maurice[14],
- Saint-Sauveur[15],
- Sainte Foy[16].